# Nueva Reforma, Oaxaca
Nueva Reforma är en ort i Mexiko.   Den ligger i kommunen Heroica Ciudad de Tlaxiaco och delstaten Oaxaca, i den sydöstra delen av landet, 290 km sydost om huvudstaden Mexico City. Nueva Reforma ligger 2 227 meter över havet och antalet invånare är 243.
Terrängen runt Nueva Reforma är kuperad. Runt Nueva Reforma är det glesbefolkat, med 14 invånare per kvadratkilometer. Närmaste större samhälle är Heroica Ciudad de Tlaxiaco, 7,2 km väster om Nueva Reforma. Trakten runt Nueva Reforma består i huvudsak av gräsmarker.